# Paraphytoseius hyalinus
Paraphytoseius hyalinus är en spindeldjursart som först beskrevs av Tseng 1973.  Paraphytoseius hyalinus ingår i släktet Paraphytoseius och familjen Phytoseiidae. Inga underarter finns listade i Catalogue of Life.